# Paronychodon
Genre
Espèces de rang inférieur
- † P. lacustris Cope[1], 1876
- † P. caperatus Marsh[2], 1890
- † P. asiaticus Sues et Averianov[3], 2013

Paronychodon est un genre éteint de petits dinosaures théropodes de la famille des Troodontidae, qui a vécu au cours du Crétacé supérieur, et dont les fossiles sont connus en Amérique du Nord et en Ouzbékistan.
Il fait partie des genres et espèces de petits théropodes décrits uniquement à partir de toutes petites dents découvertes isolément, comme par exemple, « Troodon », Koparion, Richardoestesia. 
L'attribution taxonomique de ces dents isolées est très délicate et généralement considérée comme douteuse. Certaines études ne les classent qu'en morphotypes assignés à des taxons de niveaux plus élevés.  

## Description

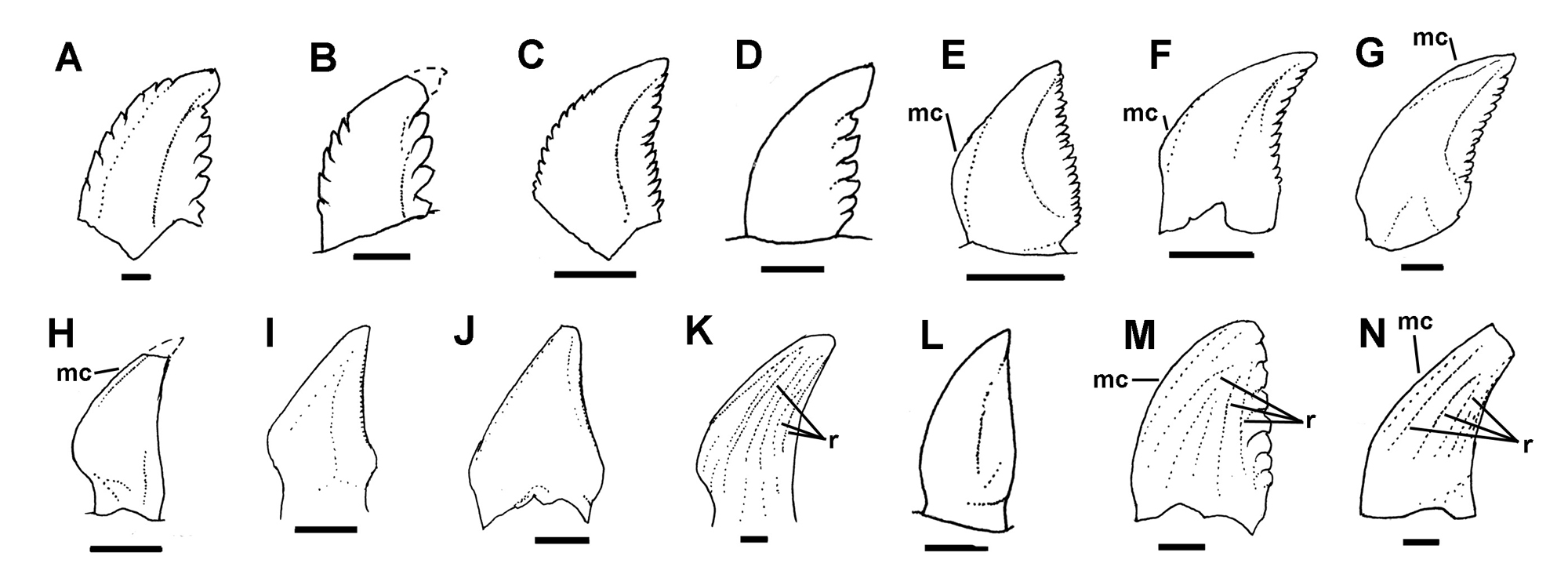
Comparaison de dents attribuées à des troodontidés.
Paronychodon lacustris est figuré en « K ».
Les barres horizontales noires mesurent 1 millimètre.

Le nom de genre Paronychodon est souvent donné à des dents de théropodes de morphologie inhabituelle, caractérisées par :
- l'absence de crénelures (denticules) sur leurs bords tranchants ;
- une compression latérale avec une face linguale aplatie qui leur donne une forme de « D » en coupe transversale ;
- des stries sur leurs faces dans le sens de la hauteur[4].

## Liste des espèces
- † Paronychodon lacustris Cope[1], 1876. Il s'agit de l'espèce type découverte dans le Campanien de plusieurs États des États-Unis et en Alberta (Canada) ;
- † Paronychodon caperatus (Marsh[2], 1890), à l'origine Tripriodon, découverte dans le Maastrichtien terminal de la formation de Hell Creek au Dakota du Nord, Montana et Dakota du Sud, et dans la formation de Lance au Wyoming, États-Unis[5] ;
- † Paronychodon asiaticus Sues et Averianov, 2013, découverte dans le Cénomanien - Turonien d'Ouzbékistan[3].

## Incertitudes
Il a été suggéré qu'il s’agissait de dents anormalement développées de théropodes ayant une denture plus classique, ressemblant à celle des Dromaeosauridae ; ainsi elles ne seraient donc pas représentatives d'un taxon unique. Certains paléontologues valident le genre comme Larson et Currie en 2013, tandis que N. Longrich conclut que les dents de Paronychodon ne sont ni pathologiques ni représentatives d’un taxon distinct, mais représentent plutôt la dentition mésiale d’espèces du genre Richardoestesia. Cependant, selon J. Company, certaines dents attribuées à Richardoestesia n’appartiendraient pas à des Theropoda mais ressembleraient plutôt à celles de Crocodyliformes qui pourraient être des Sebecosuchia.
Ces différentes hypothèses ne seront vérifiées qu'avec la découverte de dentures plus complètes de Paronychodon, éventuellement associées à d'autres restes de leur squelette.